# Eleições gerais no Peru em 2011
As eleições no Peru em 2011 foram realizadas em 10 de abril. Nas eleições foram eleitos o presidente do Peru, o primeiro e o segundo vice-presidente, 130 congressistas da república, cinco parlamentares andinos e dez suplentes parlamentares andinos.
Como houve segunda volta para presidente, Ollanta Humala e Keiko Fujimori disputaram o cargo no dia 5 de junho com a vitória de Ollanta Humala.

## Candidatos
| Organização política           | Partidos                       | Candidato presidencial  | Candidato a 1º vice-presidente | Candidato a 2º vice-presidente |
| ------------------------------ | ------------------------------ | ----------------------- | ------------------------------ | ------------------------------ |
| Gana Perú                      | Partido Nacionalista Peruano   | Ollanta Humala          | Marisol Espinoza               | Omar Chehade                   |
| Peru Posible                   | Acción Popular                 | Alejandro Toledo        | Carlos Bruce                   | Javier Reátegui                |
| Peru Posible                   | Peru Posible                   | Alejandro Toledo        | Carlos Bruce                   | Javier Reátegui                |
| Peru Posible                   | Partido Democrático Somos Peru | Alejandro Toledo        | Carlos Bruce                   | Javier Reátegui                |
| Alianza por el Gran Câmbio     | Alianza para el Progreso       | Pedro Pablo Kuczynski   | Máximo San Román               | Marisol Pérez Tello            |
| Alianza por el Gran Câmbio     | Partido Humanista Peruano      | Pedro Pablo Kuczynski   | Máximo San Román               | Marisol Pérez Tello            |
| Alianza por el Gran Câmbio     | Partido Popular Cristiano      | Pedro Pablo Kuczynski   | Máximo San Román               | Marisol Pérez Tello            |
| Alianza por el Gran Câmbio     | Restauración Nacional          | Pedro Pablo Kuczynski   | Máximo San Román               | Marisol Pérez Tello            |
| Solidaridad Nacional           | Câmbio 90                      | Luis Castañeda Lossio   | Augusto Ferrero Costa          | Carmen Rosa Núñez              |
| Solidaridad Nacional           | Partido Solidaridad Nacional   | Luis Castañeda Lossio   | Augusto Ferrero Costa          | Carmen Rosa Núñez              |
| Solidaridad Nacional           | Siempre Unidos                 | Luis Castañeda Lossio   | Augusto Ferrero Costa          | Carmen Rosa Núñez              |
| Solidaridad Nacional           | Todos por el Peru              | Luis Castañeda Lossio   | Augusto Ferrero Costa          | Carmen Rosa Núñez              |
| Solidaridad Nacional           | Unión por el Peru              | Luis Castañeda Lossio   | Augusto Ferrero Costa          | Carmen Rosa Núñez              |
| Fuerza 2011                    | Fuerza 2011                    | Keiko Fujimori          | Rafael Rey                     | Jaime Yoshiyama                |
| Fuerza 2011                    | Renovación Nacional            | Keiko Fujimori          | Rafael Rey                     | Jaime Yoshiyama                |
| Justicia, Tecnología, Ecología | Justicia, Tecnología, Ecología | Humberto Pinazo         | Wilson Barrantes               | Víctor Girao                   |
| Partido Despertar Nacional     | Partido Despertar Nacional     | Ricardo Noriega         | Martina Portocarrero           | Roberto Villar                 |
| Partido Fonavista del Peru     | Partido Fonavista del Peru     | José Ñique de la Puente | Andrés Alcántara               | Cecilia Grados Guerrero        |
| Partido Fuerza Nacional        | Partido Fuerza Nacional        | Juliana Reymer          | Julio Macedo                   | Sergio Gallardo                |
| Partido Político Adelante      | Partido Político Adelante      | Rafael Belaúnde Aubry   | Luis Destefano                 | Sixto Vilcas                   |

## Pesquisa de opinião para a presidência

### 1ª volta
| Data                | Instituito responsável pela pesquisa | Keiko Fujimori | Alejandro Toledo | Ollanta Humala | Pedro Pablo Kuczynski | Luis Castañeda |
| ------------------- | ------------------------------------ | -------------- | ---------------- | -------------- | --------------------- | -------------- |
| Janeiro de 2010     | Ipsos Apoyo                          | 18%            | 9%               | 15%            | 3%                    | 23%            |
| Fevereiro de 2010   | Ipsos Apoyo                          | 21%            | 9%               | 13%            | -                     | 22%            |
| Março de 2010       | Ipsos Apoyo                          | 20%            | 11%              | 12%            | -                     | 20%            |
| Abril de 2010       | Ipsos Apoyo                          | 18%            | 12%              | 14%            | 2%                    | 22%            |
| Maio de 2010        | Ipsos Apoyo                          | 18%            | 13%              | 13%            | 2%                    | 22%            |
| Junho de 2010       | Ipsos Apoyo                          | 22%            | 12%              | 13%            | 2%                    | 21%            |
| Julho de 2010       | Ipsos Apoyo                          | 22%            | 14%              | 12%            | 2%                    | 20%            |
| Agosto de 2010      | Ipsos Apoyo                          | 20%            | 14%              | 12%            | 2%                    | 20%            |
| Agosto de 2010      | Datum                                | 20%            | 14%              | 12%            | -                     | 19%            |
| Agosto de 2010      | Imasen                               | 19.7%          | 12.1%            | 13.6%          | 1.7%                  | 20.2%          |
| Setembro de 2010    | CPI                                  | 19.6%          | 14.6%            | 9.8%           | 1.2%                  | 23.1%          |
| Setembro de 2010    | Datum                                | 23%            | 14%              | 12%            | 2%                    | 21%            |
| Setembro de 2010    | Ipsos Apoyo                          | 24%            | 16%              | 14%            | 2%                    | 19%            |
| Setembro de 2010    | IMA                                  | 25.2%          | 19.3%            | 11.8%          | -                     | 20.1%          |
| Outubro de 2010     | Datum                                | 24%            | 16%              | 11%            | 1%                    | 26%            |
| Outubro de 2010     | Ipsos Apoyo                          | 23%            | 16%              | 11%            | 2%                    | 24%            |
| Novembro de 2010    | CPI                                  | 19.6%          | 20.5%            | 8%             | 1.2%                  | 24.1%          |
| Novembro de 2010    | Ipsos Apoyo                          | 20%            | 20%              | 10%            | 3%                    | 24%            |
| Dezembro de 2010    | IOP                                  | 22%            | 22%              | 9%             | 1%                    | 25%            |
| Dezembro de 2010    | Datum                                | 22%            | 26%              | 10%            | 2%                    | 21%            |
| Dezembro de 2010    | IMA                                  | 22.8%          | 28.6%            | 9.1%           | -                     | 21%            |
| Dezembro de 2010    | CPI                                  | 19.3%          | 22%              | 9.8%           | 3.3%                  | 24.6%          |
| Dezembro de 2010    | Ipsos Apoyo                          | 20%            | 23%              | 11%            | 5%                    | 23%            |
| Dezembro de 2010    | IMA                                  | 17.4%          | 27.3%            | 10.1%          | 5.8%                  | 22.8%          |
| Janeiro de 2011     | Datum                                | 20%            | 27%              | 10%            | 4%                    | 22%            |
| Janeiro de 2011     | CPI                                  | 18.8%          | 25.2%            | 11.7%          | 5%                    | 22.2%          |
| Janeiro de 2011     | Ipsos Apoyo                          | 22%            | 27%              | 10%            | 5%                    | 19%            |
| Janeiro de 2011     | Imasen                               | 20.3%          | 30.7%            | 12.1%          | 5%                    | 21.3%          |
| Fevereiro de 2011   | IOP                                  | 20.3%          | 28.6%            | 12%            | 3.6%                  | 17.5%          |
| Fevereiro de 2011   | Datum                                | 20%            | 30%              | 10%            | 5%                    | 19%            |
| Fevereiro de 2011   | CPI                                  | 17.6%          | 30.2%            | 10.4%          | 4.3%                  | 20.2%          |
| Fevereiro de 2011   | Ipsos Apoyo                          | 22%            | 28%              | 12%            | 6%                    | 18%            |
| Fevereiro de 2011   | IMA                                  | 20.7%          | 36.5%            | 11%            | 4.4%                  | 19.9%          |
| Fevereiro de 2011   | Datum                                | 19%            | 28%              | 11%            | 5%                    | 19%            |
| Fevereiro de 2011   | Ipsos Apoyo                          | 21%            | 28%              | 14%            | 6%                    | 17%            |
| Fevereiro de 2011   | CPI                                  | 18.8%          | 28.4%            | 13.4%          | 6.4%                  | 20.1%          |
| Março de 2011       | Datum                                | 18%            | 29%              | 13%            | 7%                    | 18%            |
| Março de 2011       | Imasen                               | 19.2%          | 30%              | 14.1%          | 6.4%                  | 19.6%          |
| Março de 2011       | IOP                                  | 19.3%          | 26.6%            | 15.5%          | 10.6%                 | 17.3%          |
| 14 de Março de 2011 | Ipsos Apoyo                          | 19%            | 26%              | 15%            | 9%                    | 17%            |
| 21 de Março de 2011 | Ipsos Apoyo                          | 19%            | 23%              | 17%            | 14%                   | 14%            |
| 20 de Março de 2011 | Datum                                | 17%            | 20.2%            | 18.5%          | 12.7%                 | 15.5%          |
| 21 de Março de 2011 | CPI                                  | 20%            | 20.5%            | 15.7%          | 14.9%                 | 17%            |
| 25 de Março de 2011 | Datum                                | 16.1%          | 19.4%            | 17.6%          | 17.5%                 | 15.5%          |
| 27 de Março de 2011 | CPI                                  | 19%            | 18.6%            | 21.2%          | 16.1%                 | 15.5%          |
| 27 de Março de 2011 | Ipsos Apoyo                          | 22.3%          | 21.6%            | 22.8%          | 15.8%                 | 15%            |
| 31 de Março de 2011 | Imasen                               | 17.6%          | 23.9%            | 21.9%          | 16.9%                 | 13.8%          |
| 1 de abril de 2011  | Datum                                | 16.4%          | 17.4%            | 21.4%          | 17.5%                 | 12.6%          |
| 3 de abril de 2011  | Ipsos Apoyo                          | 20.5%          | 18.5%            | 27.2%          | 18.1%                 | 12.8%          |
| 3 de abril de 2011  | CPI                                  | 19.1%          | 19.6%            | 28.7%          | 17.8%                 | 14.0%          |
| 3 de abril de 2011  | Imasen                               | 18.2%          | 20%              | 25%            | 16.5%                 | 11.6%          |
| 7 de abril de 2011  | CPI                                  | 21.5%          | 15%              | 29%            | 19.3%                 |                |
| 7 de abril de 2011  | Ipsos Apoyo                          | 21.4%          | 18.2%            | 28%            | 18.4%                 |                |
| 8 de abril de 2011  | Datum                                | 22.3%          | 15.3%            | 31.9%          | 17.3%                 |                |

### 2ª volta
| Data                | Instituto responsável pela pesquisa | Ollanta Humala | Keiko Fujimori |
| ------------------- | ----------------------------------- | -------------- | -------------- |
| 24 de abril de 2011 | Ipsos Apoyo                         | 42%            | 36%            |
| 28 de abril de 2011 | CPI                                 | 40.6%          | 36.8%          |
| 29 de abril de 2011 | Datum                               | 41.5%          | 40.3%          |
| 4 de maio de 2011   | Ipsos Apoyo                         | 39%            | 38%            |
| 7 de maio de 2011   | IOP - PUCP                          | 40.7%          | 40.5%          |
| 8 de maio de 2011   | Ipsos Apoyo                         | 39%            | 41%            |
| 12 de maio de 2011  | Datum                               | 37.9%          | 40.6%          |
| 15 de maio de 2011  | CPI                                 | 47.1%          | 52.9%          |
| 15 de maio de 2011  | Ipsos Apoyo                         | 48.9%          | 51.1%          |
| 15 de maio de 2011  | Datum                               | 40.2%          | 46%            |
| 19 de maio de 2011  | Datum                               | 41.8%          | 45.4%          |
| 22 de maio de 2011  | Ipsos Apoyo                         | 39%            | 43%            |
| 22 de maio de 2011  | CPI                                 | 46.3%          | 53.7%          |
| 26 de maio de 2011  | Datum                               | 47.1%          | 52.9%          |
| 27 de maio de 2011  | IOP - PUCP                          | 42.3%          | 42.8%          |
| 29 de maio de 2011  | Ipsos Apoyo                         | 49.5%          | 50.5%          |
| 29 de maio de 2011  | CPI                                 | 48.2%          | 51.8%          |
| 29 de maio de 2011  | Datum                               | 47.7%          | 52.3%          |
| 1 de junho de 2011  | Datum                               | 49.4%          | 50.6%          |
| 1 de junho de 2011  | Ipsos Apoyo                         | 48.9%          | 51.1%          |
| 2 de junho de 2011  | CPI                                 | 50.5%          | 49.5%          |
| 2 de junho de 2011  | IOP - PUCP                          | 51.8%          | 48.2%          |
| 3 de junho de 2011  | Datum                               | 50.8%          | 49.2%          |
| 4 de junho de 2011  | Ipsos Apoyo                         | 51.9%          | 48.1%          |
| 5 de junho de 2011  | Ipsos Apoyo                         | 52.7%          | 47.3%          |

## Resultados

### 1ª volta: presidencial

Mapa dos resultados da primeira volta. Os locais de vermelho é onde Ollanta Humala venceu, os locais de laranja é onde Keiko Fujimori venceu, os locais de verde é onde Alejandro Toledo venceu e os locais de rosa é onde Pedro Pablo Kuczynski venceu.

Foram feitas em 10 de abril. Com 100% de votos contabilizados pela Oficina Nacional de Processos Eleitorais:
| Organização política                                 | Votos      | % Votos válidos | % Votos emitidos |
| ---------------------------------------------------- | ---------- | --------------- | ---------------- |
| Ollanta Humala - Gana Perú                           | 4,643,064  | 31.699%         | 27.803%          |
| Keiko Fujimori - Fuerza 2011                         | 3,449,595  | 23.551%         | 20.657%          |
| Pedro Pablo Kuczynski - Alianza por el Gran Câmbio   | 2,711,450  | 18.512%         | 16.236%          |
| Alejandro Toledo - Peru Posible                      | 2,289,561  | 15.631%         | 13.710%          |
| Luis Castañeda - Solidaridad Nacional                | 1,440,143  | 9.832%          | 8.624%           |
| José Ñique de la Puente - Partido Fonavista del Peru | 37,011     | 0.253%          | 0.222%           |
| Ricardo Noriega - Partido Despertar Nacional         | 21,574     | 0.148%          | 0.129%           |
| Rafael Belaúnde Aubry - Partido Político Adelante    | 17,301     | 0.118%          | 0.104%           |
| Juliana Reymer - Partido Fuerza Nacional             | 16,831     | 0.115%          | 0.101%           |
| Humberto Pinazo - Justicia, Tecnología y Ecología    | 11,275     | 0.077%          | 0.068%           |
| Manuel Rodríguez Cuadros - Fuerza Social             | 9,358      | 0.064%          | 0.056%           |
| Votos válidos                                        | 14,647,163 | 100%            | 87.709%          |
| Votos em branco                                      | 1,477,696  |                 | 8.849%           |
| Votos nulos                                          | 574,875    |                 | 3.442%           |
| Votos emitidos                                       | 16,699,734 |                 | 100%             |

### 2ª volta: presidencial
Foi realizada no dia 5 de junho. Com 100% do total de votos contabilizados pela Oficina Nacional de Processos Eleitorais:

Gana Perú (47)
Fuerza 2011 (37)
Perú Possible (21)
Alianza por el Gran Cambio (12)
Solidariedad Nacional (9)
Alianza Popular Revolucionaria Americana (4)

| Organização política         | Votos      | % Votos válidos | % Votos emitidos |
| ---------------------------- | ---------- | --------------- | ---------------- |
| Ollanta Humala - Gana Perú   | 7,937,704  | 51.449%         | 48.205%          |
| Keiko Fujimori - Fuerza 2011 | 7,490,647  | 48.551%         | 45.491%          |
| Votos válidos                | 15,428,351 | 100%            | 93.696%          |
| Votos em branco              | 116,335    |                 | 0.706%           |
| Votos nulos                  | 921,711    |                 | 5.598%           |
| Votos emitidos               | 16,466,397 |                 | 100%             |

### 1ª volta: Congresso
Os congressistas eleitos possuem o mandato de 2011 até 2016, sendo que dos cento e trinta congressistas, quarenta e sete são da ala Gana Peru, trinta e sete da ala Fuerza 2011, vinte e um da ala Peru Possible, doze da ala Alianza por el Gran Câmbio, nove são da ala Solidaridad Nacional e quatro são da ala Alianza Popular Revolucionaria Americana.